# Devario apopyris
Devario apopyris är en fiskart som först beskrevs av Fang och Kottelat, 1999.  Devario apopyris ingår i släktet Devario och familjen karpfiskar. IUCN kategoriserar arten globalt som sårbar. Inga underarter finns listade i Catalogue of Life.